# Economía de Grecia
En la economía de Grecia, la agricultura ha representado un papel no muy importante durante muchos años. Las industrias que Grecia logró crear después de la Primera Guerra Mundial fueron en su mayoría destruidas durante la Segunda Guerra Mundial y en la siguiente guerra civil. 
Desde entonces, el desarrollo del sector manufacturero de la economía se ha visto obstaculizado por la falta de combustibles y las dificultades surgidas con el uso de la energía hidroeléctrica del país. En 1970, no obstante, la contribución de las manufacturas a la producción nacional anual superó por primera vez a la de la agricultura. Dos fuentes importantes de ingresos económicos para Grecia son el turismo y la construcción naval. 
La extracción de petróleo que Grecia realizó de los campos del norte del mar Egeo fue una gran ayuda para la economía a principios de la década de 1980. En 1981 Grecia ingresó como miembro de la Comunidad Económica Europea (hoy Unión Europea). El presupuesto nacional a principios de la década de 1990 se calculó en unos 37,6 mil millones de dólares de ingresos, y 45,1 mil millones de gasto.
En el sector secundario (industria griega) se basa principalmente en la producción de: alimentos y productos tabacaleros, telas y tejidos; productos químicos, siderurgia; minería y refinado de petróleo. 
Mientras que en el sector primario (agricultura) se basa en la producción de trigo, maíz, cebada, remolachas para azúcar, olivas, tomates, vino, tabaco, patatas; carne y productos lácteos. La organización de sindicatos es gremial. Los miembros de cada gremio están afiliados a federaciones nacionales.
En años recientes, Grecia sufrió una gravísima crisis económica debido a la crisis de la deuda soberana en Grecia. Entre los años 2008 y 2016, el PIB griego disminuyó un 46 % pasando de 356.140 millones de dólares en 2008 a solo 194.248 millones de dólares en 2016, y se destruyó 1 de cada 5 empleos, o el equivalente a casi 1 millón de empleos. En junio de 2015, Grecia entró en el fenómeno conocido como el "corralito" para evitar la salida masiva de depósitos bancarios del país. La crisis terminó formalmente en 2018.

## Sector primario
Una cuarta parte de la población activa de Grecia trabaja en la agricultura, que constituye el 15% del producto interior bruto (PIB). Pero su productividad es inferior a la que cabría esperar de este sector de la economía. Las explotaciones son pequeñas, debido al minifundio creado (3,4 ha de media) como consecuencia de la subdivisión hereditaria, lo cual dificulta el uso eficaz de equipos mecánicos. Además, el rendimiento es bajo a causa de la sequía y la erosión de los suelos en este lugar. El tabaco es el cultivo principal y aporta cerca del 3% de los ingresos por exportación. La producción anual de los cultivos más importantes (en toneladas) a finales de la década de 1980 fue: tabaco, 142.000; trigo, 2,6 millones; tomates, 1,9 millones; naranjas, 780.000; maíz, 2,1 millones; remolacha azucarera, 1,9 millones; uvas, 1,6 millones; aceitunas, 1,5 millones; patatas, 850.000 y algodón, 222.000. 
La cabaña totaliza unos 10,8 millones de cabezas de ganado ovino, 3,5 millones de caprino, 800.000 cabezas de vacuno, 31 millones de aves de corral y 2,1 millones de porcino. El gobierno griego ha tomado medidas para replantar los árboles que fueron destruidos durante la II Guerra Mundial. Cerca de 2,9 millones de m³ de madera se cortaban al año a finales de la década de 1980. El 75% procedían de los bosques de coníferas. La pesca es limitada. A finales de la década de 1980 la captura anual ascendía a unas 135 toneladas, la mayor parte de las cuales se consumía en el país. Lozano es el principal producto marino destinado a la exportación.

## Sector secundario
Aunque la minería tiene escasa importancia para la economía griega, se explota una gran variedad de recursos minerales y químicos. La producción anual y mensual (en gramos) a mediados de la década de 1980 fue: lignito, 35,9 millones; bauxita, 2,3 millones; mineral de hierro, 1,3 millones, y magnesio, 884.400. También se extrajeron cerca de 279.200 m³ de mármol, además de petróleo, sal, cromo, plata, zinc, oro, patatas y plomo.
Alrededor de una quinta parte de la población activa trabaja en este sector, que produce un 18% del producto interior bruto anual. Sus principales artículos son los metales básicos y los productos metálicos, alimentos, bebidas, tabaco, textiles y confección, productos químicos, cemento y vino. Atenas es el centro industrial de Grecia.

## Crisis económica en Grecia
El déficit público revisado de Grecia fue en 2009 de 36.150 millones de euros, frente a los 22.363 millones (9,4% del PIB) del año anterior y la deuda pública de Grecia alcanzó en 2009 un total de 298.032 millones de euros, un 126,8% del PIB.
Tras conocerse el dato, el Gobierno griego revisó al alza su objetivo de déficit para el 2011, que pasa ahora a situarse en el 9,4% del PIB, frente al 8,1% previsto inicialmente por Atenas.
La situación se agravó al descubrir que el gobierno de Atenas ocultó durante años los verdaderos datos macroeconómicos, entre ellos el verdadero valor de la deuda. La enorme deuda ha provocado importantes recortes en el sector público lo que ha provocado importantes manifestaciones y disturbios en Grecia desde el comienzo de la crisis económica de 2008-2012.

## Evolución histórica del PIB per cápita

### Década de 1960
El PIB per cápita de Grecia a principios de los años 60 fue de 532 dólares. A finales de la década (1969), Grecia llegó a los 1.283 dólares, habiendo elevado en un 141,1% su PIB per cápita con respecto a 1960.
| Año  | PIB per cápita en Dólar US$ |
| 1960 | 532 Dólares                 |
| 1961 | 595 Dólares                 |
| 1962 | 629 Dólares                 |
| 1963 | 700 Dólares                 |
| 1964 | 784 Dólares                 |
| 1965 | 886 Dólares                 |
| 1966 | 977 Dólares                 |
| 1967 | 1.048 Dólares               |
| 1968 | 1.131 Dólares               |
| 1969 | 1.283 Dólares               |

### Década de 1970
El PIB per cápita de Grecia a principios de los años 70 fue de 1.492 dólares. A finales de la década (1979), Grecia llegó a los 5.685 dólares, habiendo elevado en un 281,0% su PIB per cápita con respecto a 1970.
| Año  | PIB per cápita en Dólar US$ |
| 1970 | 1.492 Dólares               |
| 1971 | 1.647 Dólares               |
| 1972 | 1.893 Dólares               |
| 1973 | 2.500 Dólares               |
| 1974 | 2.821 Dólares               |
| 1975 | 3.132 Dólares               |
| 1976 | 3.361 Dólares               |
| 1977 | 3.870 Dólares               |
| 1978 | 4.654 Dólares               |
| 1979 | 5.685 Dólares               |

### Década de 1980
El PIB per cápita de Grecia a principios de los años 80 fue de 5.903 dólares. A finales de la década (1989), Grecia llegó a los 7.878 dólares, habiendo elevado en un 33,4% su PIB per cápita con respecto a 1980.
| Año  | PIB per cápita en Dólar US$ |
| 1980 | 5.903 Dólares               |
| 1981 | 5.387 Dólares               |
| 1982 | 5.616 Dólares               |
| 1983 | 5.054 Dólares               |
| 1984 | 4.896 Dólares               |
| 1985 | 4.835 Dólares               |
| 1986 | 5.672 Dólares               |
| 1987 | 6.576 Dólares               |
| 1988 | 7.634 Dólares               |
| 1989 | 7.878 Dólares               |

### Década de 1990
El PIB per cápita de Grecia a principios de los años 90 fue de 9.681 dólares. A finales de la década (1999), Grecia llegó a los 13.867 dólares, habiendo elevado en un 43,23% su PIB per cápita con respecto a 1990.
| Año  | PIB per cápita en Dólar US$ |
| 1990 | 9.681 Dólares               |
| 1991 | 10.284 Dólares              |
| 1992 | 11.249 Dólares              |
| 1993 | 10.451 Dólares              |
| 1994 | 11.110 Dólares              |
| 1995 | 13.000 Dólares              |
| 1996 | 13.777 Dólares              |
| 1997 | 13.486 Dólares              |
| 1998 | 13.527 Dólares              |
| 1999 | 13.867 Dólares              |

### Década de 2010
El PIB per cápita de Grecia a principios de los años 2010 fue de 26.973 dólares. Hasta mediados de la década (2016), Grecia llegó a los 17.806 dólares, habiendo decrecido en un 51,4% su PIB per cápita con respecto al año 2010.
| Año  | PIB per cápita en Dólar US$ | PIB per cápita en Euro €$ |
| 2010 | 26.973 Dólares              | 18.723 Euros              |
| 2011 | 25.897 Dólares              | 19.381 Euros              |
| 2012 | 22.172 Dólares              | 17.141 Euros              |
| 2013 | 21.805 Dólares              | 16.526 Euros              |
| 2014 | 21.640 Dólares              | 15.691 Euros              |
| 2015 | 17.955 Dólares              | 14.788 Euros              |
| 2016 | 17.901 Dólares              | 16.442 Euros              |
| 2017 | 17.806 Dólares              | 17.014 Euros              |
| 2018 |                             |                           |
| 2019 |                             |                           |

## Variación delPIB

PIB per cápita de las regiones de Grecia en 2008 según datos de Eurostat. En verde oscuro aparecen las regiones más ricas.

Crecimiento interanual del PIB en Grecia (respecto al año anterior)

## Finanzas públicas

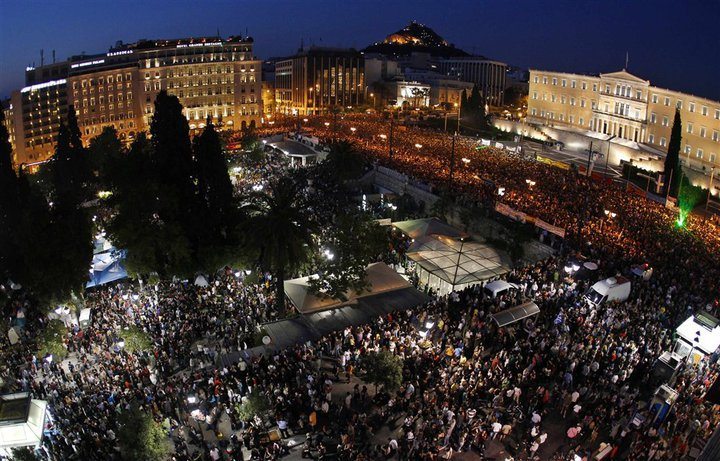
Gente protestando contra las medidas de austeridad económica frente al edificio del parlamento en Atenas (29 de mayo de 2011).

| 2000             | 3,7  | superávit 0,1 |
| 2001             | 4,5  | 1,8           |
| 2002             | 4,8  | 2,5           |
| 2003             | 5,6  | 3,1           |
| 2004             | 7,5  | 2,9           |
| 2005             | 5,2  | 2,5           |
| 2006             | 5,7  | 1,4           |
| 2007             | 6,4  | 2,1           |
| 2008             | 9,8  | 2,0           |
| 2009             | 15,4 | 6,3           |
| 2010             | 10,5 | 6,0           |
| Fuente: Eurostat |      |               |

| 1998             | 94,5  | 72,9 |
| 1999             | 94,0  | 71,7 |
| 2000             | 103,4 | 69,2 |
| 2001             | 103,7 | 68,2 |
| 2002             | 101,7 | 68,0 |
| 2003             | 97,4  | 69,1 |
| 2004             | 98,6  | 69,5 |
| 2005             | 100,0 | 70,0 |
| 2006             | 106,1 | 68,4 |
| 2007             | 105,4 | 66,2 |
| 2008             | 110,7 | 69,9 |
| 2009             | 127,1 | 79,3 |
| 2010             | 142,8 | 85,1 |
| Fuente: Eurostat |       |      |

## La crisis financiera
| Tasa de interés de los bonos de deuda griega |
|                                              |
| Fuente: Bloomberg.                           |

Desde el año 2001, Grecia ha incurrido en cuantiosos déficit presupuestarios y ha incumplido reiteradamente el Pacto de Estabilidad y Crecimiento de la Unión Europea que limita el déficit público y la emisión de deuda pública, que no puede superar el 60% del Producto Interior Bruto; llegando sus dirigentes a manipular sus estadísticas oficiales para ocultar las cifras de déficit y deuda a la Comisión Europea. La crisis financiera que estalló en 2008 agravó su situación económica y el país heleno cerró 2009 con un déficit público del 13% y su deuda pública se elevó hasta el 115% del PIB. Estos altos niveles provocaron el rechazo de los mercados de deuda pública, que comenzaron a dudar de la posibilidad de que Grecia hiciera frente a sus compromisos del pago de la deuda emitida, y exigieron un interés más alto para cubrir el riesgo de impago, así la denominada prima de riesgo han marcado en estas fechas sus máximos desde que entró en el euro. Este sobrecoste ha amenazado los ingresos del Estado griego, y ha provocado el riesgo de impedir la reducción de su déficit público.
La percepción de un incremento del riesgo de impago en un Estado miembro de la zona del euro y sus posibles repercusiones en el resto de los países, a través de los mercados de bonos y del sector financiero, que podía poner en peligro la credibilidad del euro, los Estados de la zona del euro acordaron en el Consejo Europeo del 25 de marzo de 2010 contribuir, cuando fuese necesario, con un paquete de ayuda que incluyese financiación del Fondo Monetario Internacional (FMI) y europea, a través de préstamos centralizados por la Comisión Europea.
Ante el deterioro progresivo de la situación, Grecia solicitó a la Unión Europea y al Fondo Monetario Internacional la ayuda financiera prevista para evitar la suspensión de pagos, el 23 de abril de 2010, poniéndose en marcha el dispositivo europeo de apoyo, que consistió en una provisión de financiación, a través de préstamos bilaterales mancomunados centralizados por la Comisión Europea, durante tres años desde la firma del correspondiente Acuerdo con Grecia. Estos préstamos se otorgaron condicionados a la puesta en marcha de políticas de austeridad por el Gobierno griego, a tipos de interés no concesionales. Estos préstamos permiten a Alemania obtener más de mil millones de beneficios entre 2015 y 2017, lo que a veces se denuncia como una falta de solidaridad de Berlín hacia sus socios de la zona euro.
Según lo acordado por el Eurogrupo, el importe total del paquete financiero ascendió a 110 000 millones de euros en tres años, de los que 80 000 fueron aportados por los Estados miembros de la zona del euro y los 30 000 millones restantes por el FMI. La contribución total de España a este programa de ayuda, calculada sobre la clave de participación de España en el capital desembolsado del Banco Central Europeo (BCE), ajustada a los Estados de la zona del euro, excluyendo a Grecia, ascendió a 9.794.387.450€.
Se están llevando a cabo numerosas privatizaciones (gas, electricidad, puerto de Salónica, puerto del Pireo, catorce aeropuertos, etc.), pero que a largo plazo podrían representar una pérdida considerable de ingresos para las finanzas del país. El gasto público se redujo en un 30% después de 2008, lo que provocó un deterioro del estado de las infraestructuras, enormes problemas en los sistemas de salud y educación y un empobrecimiento masivo de los pensionistas. La población del país ha disminuido en un millón de personas. Sin embargo, la política de austeridad no ha reducido la deuda del país; por el contrario, la deuda pública ha caído del 109% del PIB en 2008 al 178% en 2018.
A raíz del derrumbe de los servicios públicos, los profesionales médicos griegos alertan de que un 10 % de los niños del país padecen lo que denominan «inseguridad alimentaria» y de que el número de niños que acuden al colegio desnutridos va en aumento.
En 2010, Eurostat está aumentando las cifras de déficit y deuda pública griega para 2009 con el fin de facilitar la supervisión financiera del país.
Entre 2008 y 2016, el PIB de Grecia cayó casi un 25%. La deuda pública pasó del 103,1% del PIB en 2007 al 181,2% en 2018. Las proyecciones del FMI estiman que alcanzará el 293,6% del PIB en 2060. El país recortó el gasto público en un 32,4% durante la crisis. Estas medidas de austeridad fiscal han ido acompañadas de reformas estructurales, como el debilitamiento de la legislación laboral, la suspensión de los derechos de negociación colectiva y la reducción del salario mínimo. Los pensionistas también han visto recortadas sus pensiones entre un 14 y un 40%. El número de personas sin hogar ha aumentado un 20-25%.
El primer ministro conservador, Kyriákos Mitsotákis, lanza una oleada de privatizaciones en 2019, que incluye infraestructuras turísticas, terrenos costeros y acciones estatales en empresas de gas y electricidad y el aeropuerto de Atenas. Se suprimió la brigada antifraude de la Agencia Tributaria y sus empleados se integraron en el Ministerio de Hacienda. El gobierno también aprobó una reforma de la legislación laboral que permite al empresario despedir a sus empleados sin tener que motivar su decisión ni informar a los despedidos. Por último, se está aplicando una reforma fiscal destinada a convertir el país en "un paraíso para los multimillonarios y los ciudadanos más ricos", señala el Financial Times. El objetivo es atraer la inversión ofreciendo tipos impositivos bajos. Además, una cláusula protegerá a los beneficiarios de esta política fiscal de posibles cambios de política por parte de futuros gobiernos. En 2019, uno de cada tres asalariados griegos trabaja a tiempo parcial con un salario neto de 317 euros y el 34,8% de la población está en riesgo de pobreza o exclusión social. La desigualdad también ha aumentado. La evasión fiscal le costará al Estado griego 30.000 millones de euros anuales.

## Sectores económicos

### Agricultura
Grecia produjo en 2018:
- 1,2 millones de toneladas de maíz;
- 1 millón de toneladas de aceituna (quinto productor mundial, detrás de España, Italia, Marruecos y Turquía);
- 1 millón de toneladas de trigo;
- 968 mil toneladas de melocotón (tercer productor mundial, detrás de China e Italia);
- 933 mil toneladas de uva (19.º productor mundial);
- 913 mil toneladas de naranja (17.º productor mundial);
- 837 mil toneladas de algodón;
- 835 mil toneladas de tomates;
- 630 mil toneladas de sandía;
- 465 mil toneladas de patata;
- 353 mil toneladas de remolacha;
- 344 mil toneladas de cebada;
- 285 mil toneladas de manzana;
- 265 mil toneladas de kiwi (quinto productor mundial, detrás de China, Italia, Nueva Zelanda e Irán);

Además de producciones más pequeñas de otros productos agrícolas.
Un 12% de la población activa de Grecia trabaja en la agricultura, que constituye el 5% del producto interno bruto (PIB). Pero su productividad es inferior a la que cabría esperar de este sector de la economía. Las explotaciones son pequeñas, debido al minifundio creado (3,4ha de media) como consecuencia de la subdivisión hereditaria, lo cual dificulta el uso eficaz de equipos mecánicos. Además, el rendimiento es bajo a causa de la sequía y la erosión de los suelos en este lugar. El tabaco es el cultivo principal y aporta cerca del 3% de los ingresos por exportación. La producción anual de los cultivos más importantes (en toneladas) a finales de la década de 1980 fue: tabaco, 142.000; trigo, 2,6 millones; tomates, 1,9 millones; naranjas, 780.000; maíz, 2,1 millones; remolacha azucarera, 1,9 millones; uvas, 1,6 millones; aceitunas, 1,5 millones; patatas (papas), 850.000, y algodón, 222.000. La cabaña ganadera totaliza unos 10,8 millones de cabezas de ganado ovino, 3,5 millones de caprino, 800.000 cabezas de vacuno, 31 millones de aves de corral y 2,1 millones de porcino.

### Silvicultura y pesca
El gobierno griego ha tomado medidas para replantar los árboles que fueron destruidos durante la II Guerra Mundial. Cerca de 2,9 millones de m³ de madera se cortaban al año a finales de la década de 1980. El 75% procedían de los bosques de coníferas.
La pesca es limitada. A finales de la década de 1980 la captura anual ascendía a unas 135.000t, la mayor parte de las cuales se consumía en el país. Las esponjas son el principal producto marino destinado a la exportación.

### Minería
Aunque la minería tiene escasa importancia para la economía griega, se explota una considerable variedad de recursos minerales. La producción anual (en t) a mediados de la década de 1980 fue: lignito, 35,9 millones; bauxita, 2,3 millones; mineral de hierro, 1,3 millones, y magnesio, 884.400. También se extrajeron cerca de 279.200 m³ de mármol, además de petróleo, sal, cromo, plata, cinc y plomo.
piez

### Industria
Alrededor de una quinta parte de la población activa trabaja en este sector, que produce un 18% del producto interior bruto anual. Sus principales artículos son los metales básicos y los productos metálicos, alimentos, bebidas, tabaco, textiles y confección, productos químicos, cemento y vino. Atenas es el centro industrial de Grecia.

### Energía
Un 90% de la electricidad de Grecia se genera en instalaciones termoeléctricas de lignito, carbón o derivados del petróleo, y, el resto, en instalaciones hidroeléctricas ubicadas principalmente en el río Akhelóös. A finales de la década de 1980 la capacidad generadora de energía de Grecia era de unos 10,2 millones de kW, y su producción anual de 30,1 millares de millones..                           v

### Turismo
En 2004 unos 16 millones de turistas eligieron Grecia como destino de sus vacaciones, para visitar sus antigüedades y relajarse al sol del mar Mediterráneo. Las cifras reflejan unos beneficios en este sector de 29,6 millones de dólares al año.
El turismo contribuye más de 15% del PIB (Producto interno Bruto).

### Transporte
Después de la II Guerra Mundial, se revisó y amplió a fondo el sistema de transporte. Grecia tiene un total aproximado de 103.300 km de carreteras, de las que un 83% están pavimentadas. En 1992 tenía 1.829.100 coches de pasajeros, y 820.462 vehículos y autobuses de calidad. Casi el total de los 2.479 km de líneas ferroviarias operativas del país pertenecen al sistema de ferrocarril del Estado. La flota mercante, propiedad del Estado y compuesta por 2.040 barcos, que registran una tonelaje bruto de 21,9 millones, es una de las más grandes del mundo. Los principales puertos de mar son El Pireo, Patras, Salónica y Elefsís. El canal de Corinto constituye un nexo importante entre el golfo de Corinto y el de Salónica. La línea aérea nacional es la Olympic Airlines, que realiza vuelos internos e internacionales. Otra compañía aérea griega es Aegean Airlines. Los aeropuertos de mayor tráfico son los de Atenas, Herakleion, Salónica y Alexandrupolis.

### Comunicaciones
Grecia cuenta con servicios de radio y televisión tanto privados como estatales. En 1993, el país tenía unos 4,1 millones de receptores de radio y 2,3 millones de aparatos de televisión. La mayoría de la prensa diaria griega se publica en Atenas o Salónica. Entre los diarios de mayor tirada están la Kathimerini, la Eleftherotypia, el To Vima y el Ta Nea, todos ellos impresos en Atenas. 
OTE es el operador histórico de telecomunicaciones en Grecia.

### Trabajo
La organización de sindicatos es gremial. Los miembros de cada gremio están afiliados a federaciones nacionales.

## Comercio exterior

### Importaciones
Se presentan a continuación las mercancías de mayor peso en las importaciones de Grecia para el período 2010-hasta junio de 2015. Las cifras están expresadas en dólares estadounidenses valor FOB.

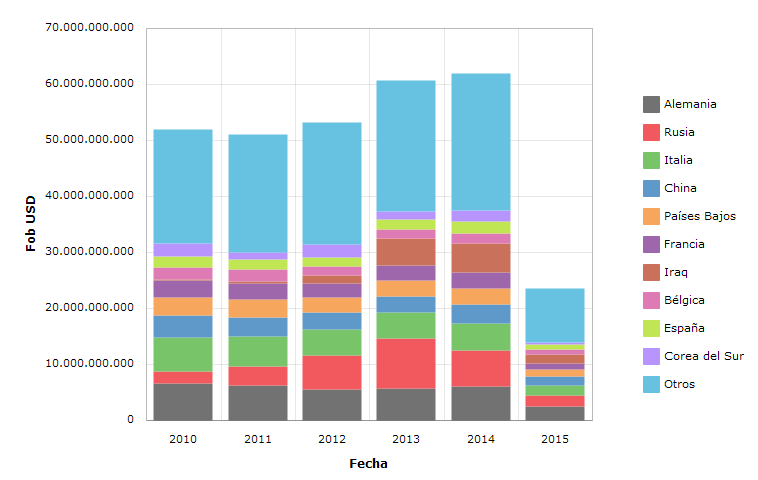
Importaciones de Grecia del periodo 2008-hasta junio de 2014 expresadas en USD valor FOB. [http://trade.nosis.com/es/Comex/Importacion-Exportacion/Grecia/Todas-las-posiciones-arancelarias/GR/00 Fuente

Treemap de las exportaciones en 2019

| Fecha Mercadería por capítulo arancelario                                                                           | 2010           | 2011           | 2012           | 2013           | 2014           | enero-junio de 2015 |
| --- | -------------- | -------------- | -------------- | -------------- | -------------- | ------------------- |
| 27 - combustibles minerales, aceites minerales y productos de su destilación; materias bituminosas; ceras minerales | 3.984.568.162  | 8.381.468.522  | 15.468.688.756 | 22.882.107.791 | 21.366.768.743 | 6.358.676.100       |
| 30 - productos farmacéuticos                                                                                        | 4.581.806.103  | 4.107.400.295  | 3.616.250.923  | 3.541.191.219  | 3.467.954.561  | 1.529.301.333       |
| 85 - máquinas, aparatos y material eléctrico, y sus partes                                                          | 3.881.430.959  | 3.914.558.837  | 3.942.451.634  | 2.985.267.273  | 2.815.112.561  | 1.244.454.365       |
| 84 - calderas, máquinas, aparatos y artefactos mecánicos; partes de estas máquinas o aparatos                       | 3.926.210.983  | 3.192.011.779  | 2.545.235.675  | 2.828.558.146  | 3.433.382.261  | 1.606.216.187       |
| 89 - barcos y demás artefactos flotantes                                                                            | 3.904.643.806  | 1.669.277.517  | 2.528.673.939  | 1.613.237.886  | 2.517.132.321  | 466.480.731         |
| 87 - vehículos automóviles, tractores, velocípedos y demás vehículos terrestres, sus partes y accesorios            | 2.758.501.453  | 2.004.579.005  | 1.325.905.943  | 1.548.408.860  | 2.030.886.696  | 993.197.421         |
| 39 - plásticos y sus manufacturas                                                                                   | 1.805.102.690  | 1.888.364.894  | 1.640.733.670  | 1.880.336.127  | 1.980.349.443  | 856.097.309         |
| 02 - carne y despojos comestibles                                                                                   | 1.290.733.027  | 1.384.107.261  | 1.322.393.440  | 1.350.135.548  | 1.336.905.267  | 519.241.413         |
| 72 - hierro y acero de fundición                                                                                    | 1.407.651.656  | 1.646.740.631  | 1.051.424.691  | 1.012.830.777  | 1.076.862.652  | 460.610.035         |
| 29 - productos químicos orgánicos                                                                                   | 1.076.333.232  | 1.195.957.571  | 976.956.799    | 965.326.045    | 1.028.381.051  | 435.766.231         |
| Demás capítulos | 23.297.976.714 | 21.677.307.099 | 18.793.673.621 | 20.088.631.889 | 20.961.161.335 | 9.145.027.604       |
| Total | 51.914.958.786 | 51.061.773.411 | 53.212.389.090 | 60.696.031.561 | 62.014.896.891 | 23.615.068.729      |

### Exportaciones
Se presentan a continuación los principales socios comerciales de Grecia para el periodo 2010-hasta junio de 2015. La mayoría de sus importadores están en Europa salvo Estados Unidos. Las cifras expresadas son en dólares estadounidenses valor FOB.

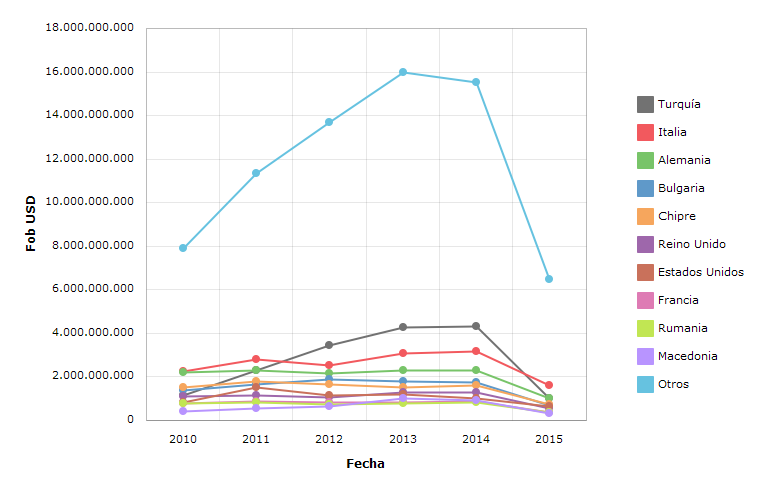
Exportaciones de Grecia del periodo 2010-hasta junio de 2015 expresadas en USD valor FOB. [http://trade.nosis.com/es/Comex/Importacion-Exportacion/Grecia/Todas-las-posiciones-arancelarias/GR/00 Fuente

| Fecha País importador | 2010           | 2011           | 2012           | 2013           | 2014           | enero-junio de 2015 |
| --------------------- | -------------- | -------------- | -------------- | -------------- | -------------- | ------------------- |
| Turquía               | 1.140.550.738  | 2.303.212.811  | 3.435.646.248  | 4.250.341.626  | 4.334.775.889  | 1.008.548.357       |
| Italia                | 2.250.927.601  | 2.798.266.455  | 2.534.619.194  | 3.070.466.248  | 3.155.823.150  | 1.613.962.106       |
| Alemania              | 2.207.925.276  | 2.279.645.252  | 2.142.839.645  | 2.299.013.187  | 2.315.844.180  | 994.609.043         |
| Bulgaria              | 1.376.620.463  | 1.643.649.251  | 1.904.960.122  | 1.802.809.953  | 1.767.240.794  | 684.838.446         |
| Chipre                | 1.531.591.107  | 1.795.837.765  | 1.673.728.957  | 1.495.290.265  | 1.614.683.238  | 750.603.365         |
| Reino Unido           | 1.109.737.848  | 1.160.532.629  | 1.055.137.879  | 1.273.683.250  | 1.270.646.299  | 563.237.922         |
| Estados Unidos        | 829.877.823    | 1.518.624.660  | 1.150.437.333  | 1.176.272.558  | 1.019.274.291  | 661.000.002         |
| Francia               | 797.156.010    | 852.435.799    | 828.845.348    | 829.571.986    | 860.808.788    | 374.372.096         |
| Rumania               | 774.551.048    | 807.021.044    | 715.965.853    | 790.288.720    | 834.755.595    | 389.616.142         |
| Macedonia             | 416.921.918    | 530.794.165    | 637.832.968    | 987.288.959    | 934.353.887    | 314.940.962         |
| Resto del mundo       | 7.884.982.746  | 11.354.841.302 | 13.684.085.134 | 15.984.841.834 | 15.497.584.586 | 6.481.857.766       |
| Total                 | 20.320.842.579 | 27.044.861.133 | 29.764.098.681 | 33.959.868.586 | 33.605.790.697 | 13.837.586.206      |